# لسلی اگنو
لسلی اگنو ONZM (انگلیسی: Leslie Egnot؛ زادهٔ ۲۸ فوریه ۱۹۶۳ در گرینویل، کارولینای جنوبی) یک قایقران آمریکایی‌تبار اهل نیوزیلند است که در دو نوبت از بازی‌های المپیک به نمایندگی از نیوزیلند شرکت کرد و به همراه یان شیرر در المپیک تابستانی ۱۹۹۲ در بارسلون، اسپانیا مدال نقره گرفت. اگنو و شیرر دوباره در المپیک تابستانی ۱۹۹۶ در آتلانتا به رقابت پرداختند، و به دلیل آسیب‌دیدگی اگنو در آن‌زمان، شانزدهم شدند.